# Actinella obserata
Actinella obserata é uma espécie de gastrópode  da família Hygromiidae.
É endémica da Madeira.